# Polverara
Polverara är en ort och kommun i provinsen Padova i regionen Veneto i Italien. Kommunen hade 3 314 invånare (2018).